# Cruz Azul Oaxaca
El Cruz Azul Oaxaca fue un equipo de fútbol mexicano que jugaba en la Primera División 'A' de México (después Ascenso MX, hoy Liga de Expansión). Fue filial del Cruz Azul; su sede era el Estadio Benito Juárez ubicado en Oaxaca, Oaxaca, México.

## Historia
Al terminar el Verano 2003 la directiva del Cruz Azul decide cambiar de sede al Cruz Azul Hidalgo y se lo llevan a Oaxaca de Juárez quien adopta el nombre de Cruz Azul Oaxaca, jugó en el Estadio Benito Juárez.
La franquicia duró 3 años en Primera 'A', en el torneo Apertura 2005, este equipo obtuvo su mejor resultado, logrando el subcampeonato el cual perdió contra Puebla, perdiendo el medio boleto a la final de ascenso a Primera División.
Después la directiva regresa la franquicia al estado de Hidalgo al terminar el Clausura 2006 y reaparece el Cruz Azul Hidalgo en el torneo Apertura 2006.

## Estadio
El Estadio Benito Juárez albergaba al Cruz Azul Oaxaca hasta que este se mudó a la Ciudad Cooperativa Cruz Azul, dejándolo sin algún equipo. El estadio tuvo capacidad para 12,500 personas cómodamente sentadas. También fue sede de Chapulineros de Oaxaca y Alebrijes de Oaxaca.

## Jugadores
Roberto Cáceres
Andrés Carevic
Rogelio Chávez
Adrián Cortés
John Jairo Culma
Gerardo Blanco Gómez
Rubén Darío Gigena
Roberto Gutiérrez
Iván Moreno Ruiz
Omar Israel Jaime
José Agustín Morales
Luis Alberto Orozco
Erick Marín
Diego Melillo
Julio César Pardini
Pedro Reséndiz
Omar Rico
Matías Urbano
Gabino Velasco

## Palmarés

### Torneos oficiales
| Competición nacional                 | Títulos | Subcampeonatos |
| ------------------------------------ | ------- | -------------- |
| Primera División 'A' de México (0/1) |         | Apertura 2005. |
| Tercera División de México           |         | 1992-1993      |